# Pseudochama rianae
Pseudochama rianae is een tweekleppigensoort uit de familie van de Chamidae. De wetenschappelijke naam van de soort is voor het eerst geldig gepubliceerd in 1986 door Delsaerdt.